# دروئید (امروزی)

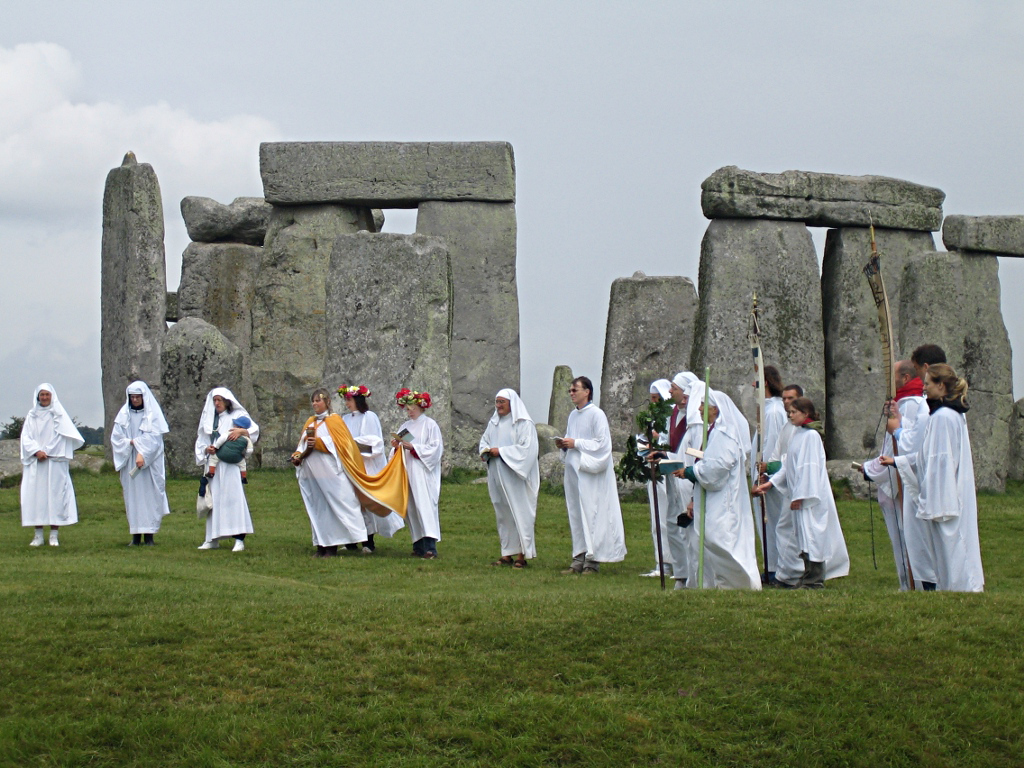
گروهی از درویدها در استون‌هنج در ویلتشر، انگلستان.

درویدگرایی (انگلیسی: Druidry) معنویت یا دینی نوظهور است که عموماً بر هارمونی، ارتباط، و احترام برای جهان طبیعی تأکید دارد. بیشتر گونه‌های درویدگرایی در جهان معاصر نوعی پگانیسم مدرن هستند، بااین‌حال برخی از درویدهای نخستین خود را مسیحی به‌شمار می‌آوردند. درویدگرایی در آغاز جنبشی فرهنگی بود و بعدها مایه‌ای دینی یا معنوی پیدا کرد. بسیاری از درویدها از معنویت‌های عصر جدید تأثیر پذیرفته‌اند.